# منابع آموزشی باز

نشانواره انگلیسی منابع آموزشی باز جهانی

منابع آزاد آموزشی (به انگلیسی: Open educational resources) که به اختصار OERs نامیده می‌شود به منابع متنی یا چندرسانه‌ای که جهت آموختن، آموزش دادن و پژوهش سودمند هستند و به صورت رایگان در دسترس قرار می‌گیرند، گفته می‌شود.

## تعریف
منابع آزاد آموزشی به مواد آموزشی، آموختنی و پژوهشی ای گفته می‌شود که تحت گواهی نامه‌های هوشمندانه‌ای تعریف شده و در یک محل عمومی در دسترس همه قرار می‌گیرد. این گواهی نامه‌های مالکیت به دیگران اجازهٔ بهره‌برداری رایگان و بانشر و تغییر کاربری مفاد آن را می‌دهد.

## انواع
منابع آزاد آموزشی ممکن است یک کرس کامل درسی، مواد کرس، ماژول‌ها، اشیا آموزشی (به انگلیسی: learning object)، درسنامه‌های باز (به انگلیسی: open textbook)، ویدیوها، آزمون‌ها، نرم‌افزارها و هر ابزار، مواد و تکنیک‌های دیگری که برای مقاصد آموزشی مورد نیاز است را شامل شوند.

## تاریخچه
1. ↑  OER defined. The William and Flora Hewlett Foundation. ۲۰۱۲–۰۸. Retrieved 2012-09-17. {{cite conference}}: Check date values in: |date= (help); Cite has empty unknown parameter: |coauthors= (help)
2. ↑  Geser, Guntram (۲۰۰۷–۰۱). Open Educational Practices and Resources. OLCOS Roadmap 2012. Salzburg, Austria: Salzburg Research, EduMedia Group. p. ۲۰. Retrieved 2010-11-06. {{cite conference}}: Check date values in: |date= (help)